# 棺桶の錠
棺桶の錠（かんおけのじょう）は時代劇『必殺仕置人』に登場したキャラクターで、沖雅也が演じた。他に『必殺仕事人』スペシャル版の『仕事人大集合』『仕事人アヘン戦争へ行く』にも登場。

## キャラクター
出身地は琉球で、琉球民謡のユンタを口ずさむ。江戸の観音長屋に居を構え、船大工としての技術を生かして棺桶作りを生業としている。書類上のヤマトグチは読めず、劇中では鉄や主水に代読を頼んでいた。
ある事件をきっかけに念仏の鉄（山﨑努）、鉄砲玉のおきん（野川由美子）、おひろめの半次（津坂匡章）、中村主水（藤田まこと）と仕置人グループを結成する。
アタッチメント式の手槍（ローチン）を得物として琉球空手による殺陣を披露した。手製の手甲で刀を受け止める技も見せている。この手槍は後に『必殺仕事人V・激闘編』以降のシリーズで、鍛冶屋の政（村上弘明）の武器として素材を替えて再登場した。
一匹狼で口数が少ないが胸の奥底には熱い正義感を秘めている。侍と役人が嫌いで、主水に対しては役人への嫌悪と不信を露わにしていた。初期は長屋で鳩を飼っていた。
女性関係は当初「あの人はメスと名の付くものは猫の子一匹寄せ付けない」とおきんが言ったようにストイックだが、その実、不器用ながら優しく接することも多く、純情な性格の裏返しだったようだ。
主水や鉄たちと仕置人チームを組むことになった経緯は父親を殺された娘に同情した錠が持ち込んだ偽の依頼がきっかけだった。
『必殺仕置人』最終回で、仕置人グループは解散。鉄たちと別れ、江戸を離れた。その後は消息不明だったが、必殺スペシャル『仕事人大集合』で長崎にいたことが判明する。セクンデ一味に捕らわれ、拷問に掛けられた三味線屋の勇次（中条きよし）を救出したことをきっかけに仕事人グループとともにセクンデ一味との最終決戦に参加。死の淵に立っていた仕事人たちに大きな貢献を果たした。この時にはかつての熱血漢は影を潜め、飄々とした性格となっていた。なお、主水との再会シーンは無かった。
仕事を終えて、おりく（山田五十鈴）と勇次の二人に別れを告げ、オランダの商船に潜り込み、バタヴィア共和国へ密航の旅に出る。その後は『仕事人アヘン戦争へ行く』で帰国して香港へ行こうとする仕事人たちを付け狙う異人集団を撃退して危機を救った。

## 演者と役柄について
沖雅也は本作以外にも、必殺シリーズの第6作『必殺仕置屋稼業』で熱血漢の錠とは正反対でクールな殺し屋の市松を、第13作『必殺からくり人・富嶽百景殺し旅』で殺しの見届け役兼助っ人の唐十郎を演じている。前者ではクレジットの順番を巡り、主水役の藤田まことサイドと一悶着あった。
第7作『必殺仕業人』第24話では「必殺シリーズ通算200回記念」に際して『必殺仕置人』で共演した野川由美子、三島ゆり子とともにカメオ出演している。